# Championnats du monde de parkour 2024
Navigation
Tokyo 2022
Les championnats du monde de parkour 2024 auront lieu du 15 au 17 novembre 2024 à Kitakyūshū, dans la préfecture de Fukuoka, au Japon. Il s'agira de la deuxième édition des championnats du monde de parkour, la principale compétition mondiale de parkour.
En raison des conditions météorologiques, les phases finales de la compétition freestyle féminin et speed masculine ont été annulées et les podiums ont été déterminés à partir des résultats des qualifications.

## Podiums
| Épreuves  | Or                       | Argent                   | Bronze                    |
| --------- | ------------------------ | ------------------------ | ------------------------- |
| Speed     |                          |                          |                           |
| Hommes    | Caryl Cordt-Moller (SUI) | Andrea Consolini (ITA)   | Jaroslav Chum (CZE)       |
| Femmes    | Ella Bucio (MEX)         | Audrey Johnson (USA)     | Miranda Tibbling (SWE)    |
| Freestyle |                          |                          |                           |
| Hommes    | Elis Torhall (SWE)       | Mutsuhiro Shiohata (JPN) | Tangui van Schingen (NED) |
| Femmes    | Shang Chunsong (CHN)     | Ella Bucio (MEX)         | Audrey Johnson (USA)      |